# Froðba
Froðba – wieś na Wyspach Owczych, na wyspie Suðuroy, licząca obecnie (I 2015 r.) 288 mieszkańców.

## Nazwa

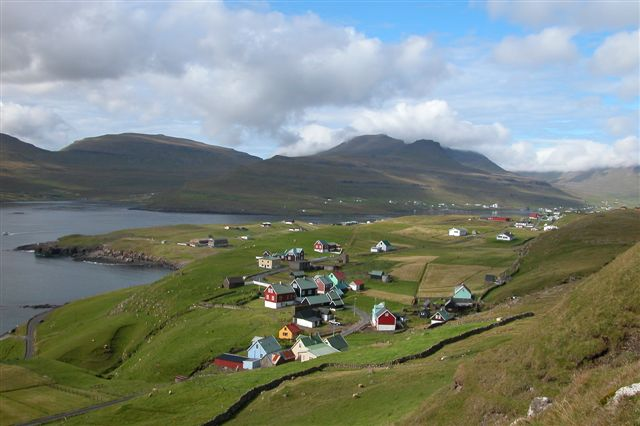
Froðba

Najstarsza miejscowość na wyspie Suðuroy. Według legendy duński król Frode dotarł do wybrzeży wyspy i rozbił tu obóz. Osada została nazwana na jego cześć. Historycy uważają, że nazwa Froðba pochodzi od nazwy Froðebøur, co oznacza Pole Frode.

## Demografia
Według danych Urzędu Statystycznego (I 2015 r.) jest 34. co do wielkości miejscowością Wysp Owczych.